# Reemtsma (Familie)
Reemtsma ist ein ostfriesischer Familienname. Überregionale Bekanntheit hat im Speziellen die Familie des Unternehmers Bernhard Reemtsma, der die Reemtsma Cigarettenfabriken gründete.

## Geschichte
1908 erwarb Bernhard Reemtsma, geboren am 6. September 1857 in Sielmönken, eine Beteiligung an einer Zigarrenmanufaktur in Erfurt. 1919 wurde der Betrieb in B. Reemtsma & Söhne, später in Reemtsma Cigarettenfabriken umbenannt und 1922 nach Hamburg verlegt.
Zur Blüte gelangte das Unternehmen in der Zeit des Nationalsozialismus. Philipp Fürchtegott Reemtsma sagte 1932 Hitler persönlich zu, Anzeigen in den Zeitungen der NSDAP zu schalten. Ab 1933 förderten die Firmeninhaber die Partei und ihre Gliederungen durch großzügige Spenden. Weite Verbreitung fanden Zigarettenbildserien wie „Deutschland erwacht – Werden, Kampf und Sieg der NSDAP“ in Zusammenarbeit mit Hitlers Leibfotografen Heinrich Hoffmann. Reemtsma brachte 1933 das NS-Sammelalbum Adolf Hitler heraus, das 2,83 Mio. mal verkauft wurde. Hermann Göring schlug 1934 ein Korruptionsverfahren gegen Reemtsma nieder und erhielt von dem Unternehmen im Laufe der Jahre Spenden von insgesamt 12 Millionen Mark. Görings „rechte Hand“, der Staatssekretär Paul Körner, erhielt als Beirat der Unternehmens-KG von 1937 bis 1945 insgesamt 303.307 Mark. Sepp Dietrich, „persönlicher Begleiter des Führers“, der eine herausragende Rolle bei der Liquidierung der SA-Führungsspitze während des „Röhm-Putsches“ spielte und selbst zusammen mit weiteren SS-Leuten am 30. Juni 1934 sechs prominente SA-Führer ermordete, erhielt im Juli 1934 eine Reemtsma-Spende von 40.000 Mark und der Hamburger NSDAP-Gauleiter Karl Kaufmann 35.000 Mark.
Der Absatz von Zigaretten stieg mit Kriegsbeginn stark an. Jeder Soldat erhielt monatlich eine Sonderration. 
Philipp und sein Bruder Alwin Reemtsma wurden nach Kriegsende interniert, angeklagt und zu Geldstrafen verurteilt; bei Philipp waren es 10 Millionen Mark.
Mit Malte Hesselmann, Neffe von Philipp Reemtsmas Witwe Gertrud, schied 1973 das letzte Mitglied der Familie Reemtsma aus dem Unternehmensvorstand aus. Nachdem Feiko Reemtsma, der unterhalb der Vorstandsebene unter anderem für das Auslandsgeschäft und das Zigarrengeschäft zuständig war, das Unternehmen 1975 verließ, hatte kein Mitglied der Familie Reemtsma mehr eine Führungsposition im Unternehmen inne.
Philipp Reemtsmas Sohn Jan Philipp verkaufte 1980, gleich nachdem er das Verfügungsrecht über seine Geschäftsanteile erlangt hatte, seinen Anteil an dem Unternehmen. Später veräußerte auch Hermann-Hinrich einen wesentlichen Anteil. Bis 2002 hielten die Gründerfamilien noch 15 Prozent des Unternehmens. Seit dem Erwerb durch Imperial Tobacco ist kein Mitglied der Familie Reemtsma mehr beteiligt.
Mehrere Mitglieder der Familie betätigen sich mäzenatisch: Gegründet wurden unter anderem das Reemtsma Begabtenförderungswerk, die Hermann Reemtsma Stiftung sowie das Hamburger Institut für Sozialforschung. Das Vermögen der drei Familienzweige wurde 2017 auf zusammen 1,45 Milliarden Euro geschätzt.

## Namensträger und Familienbeziehungen
1. Bernhard Reemtsma (1857–1925), Tabakwarenfabrikant, Ehefrau: Flora Fürchtegott Reemtsma, geborene Zülch (1867–1931)[9][10]
  1. Elisabeth Fürchtegott Reemtsma (1891–1985)
  2. Hermann Bernhard Fürchtegott Reemtsma (1892–1961), Zigarettenfabrikant, Ehefrau: Hanna Reemtsma, geborene Eisenschmidt (1895–1988)[11]
    1. Helga Reemtsma (1919–1995)
    2. Hanna Reemtsma (* 1921)
    3. Heike Reemtsma (1916–1963)
    4. Hermann-Hinrich Reemtsma (1935–2020), Landwirt, Gründer der Hermann-Reemtsma-Stiftung[12]

  3. Philipp Karl Fürchtegott Reemtsma (1893–1959), Zigarettenfabrikant,[13] zweite Ehefrau: Gertrud Reemtsma, geborene Zülch (1916–1996), Tochter von Georg Zülch[14]
    1. Hermann Uwe Fürchtegott Reemtsma (1921–1941), Leutnant
    2. Jochen Karl Maria Fürchtegott Reemtsma (1923–1945), Leutnant
    3. Klaus Reemt Fürchtegott Reemtsma (1927–1943)
    4. Cornelie Gertrud Fürchtegott Reemtsma (*/† 1949)
    5. Jan Philipp Fürchtegott Reemtsma (* 1952), Germanist und Mäzen[15]
      1. Johann Scheerer (* 1982), Musiker und Musikproduzent

  4. Alwin Siegfried Fürchtegott Reemtsma (1895–1970), Privatier, Teilhaber der Firma Reemtsma, SS-Standartenführer der Waffen-SS, 1939 Verleihung des Ehrendegens des Reichsführers SS[16]
    1. Klaus Fürchtegott Reemtsma (* 1920)
    2. Feiko Reemtsma (1926–1999), im Unternehmen bis 1975 tätig,[17] geschiedene Ehefrau: Dagmar Reemtsma (* 1933), geborene von Hänisch, Autorin[18], Großmutter von Luisa Neubauer und Carla Reemtsma
    3. Jan Berend Reemtsma (1928–2012), Diplom-Forstwirt
      1. Katrin Reemtsma (1958–1997), Ethnologin und Menschenrechtsaktivistin

Auf dem Nienstedtener Friedhof in Hamburg sind einige Familienmitglieder bestattet: Johann Bernhard und dessen Kinder Elisabeth und Hermann Fürchtegott Reemtsma und deren Angehörige sind auf der ersten Familiengrabstätte beerdigt, auf einer weiteren Philipp Fürchtegott Reemtsma samt Ehefrau und Kindern.